# 陳耕元
陳耕元（1905年10月20日—1958年11月27日），日文名上松耕一，台灣卑南族原住民，前嘉義農林棒球隊游擊手、臺東農校（今國立臺東專科學校）校長。

## 生平
陳耕元於1921年（日治大正十年）就讀卑南公學校（今南王國小）。1925年（大正十四年）就讀臺東公學校（今臺東大學附設實驗小學）高等科時，被日籍教師瀨戶川網羅至棒球隊。同時進入嘉義農林學校（今國立嘉義大學前身）就讀並參加棒球隊。1931年赴日本參加第17回夏季甲子園大會，獲得凖優勝（亞軍）。
1932年赴日本留學，就讀橫濱商業專門學校（今橫濱市立大學）。1935年畢業後返台至嘉義稅務出張所（先後擔任雇員、檢稅吏）、嘉義自動車會社（今嘉義客運）任職，其後回母校嘉義農林學校擔任教師及棒球隊教練。
第二次世界大戰結束後返回故鄉台東，先任職於台東糖廠，其後轉至台東農校（今國立臺東專科學校）擔任教師，1947年接任校長。當時教務主任是南志信邀請的毓鋆。陳耕元大力推動東部地區的棒球運動。1958年因車禍逝世。
妻子蔡昭昭出身雲林北港的大戶人家。

## 家族
- 子陳建年：前台東縣縣長、前原民會主委
- 孫女陳瑩：現任立法委員。

## 影視形象
- 2014年台灣電影《KANO》：鐘硯誠飾演陳耕元

## 紀念
1985年時，郭光也為紀念前輩陳耕元對棒運的貢獻，結合其妻蔡昭昭及次子陳建年創辦「耕元盃」比賽，但舉辦到第五屆(1989年)後停擺了32年。 
2016年，因受到台灣電影《KANO》的影響，時任台東縣體育會棒球委員主委、立法委員的陳瑩決定復辦「耕元盃棒球賽」。

## 相關資料
- 司马辽太郎『台灣紀行』1994

## 外部連結
- 《東部棒球傳教者—陳耕元》，國立嘉義大學官網 （页面存档备份，存于）